# G20-Gipfel in Rom 2021
Der G20-Gipfel in Rom war das 16. Gipfeltreffen der Regierungschefs der  G20.

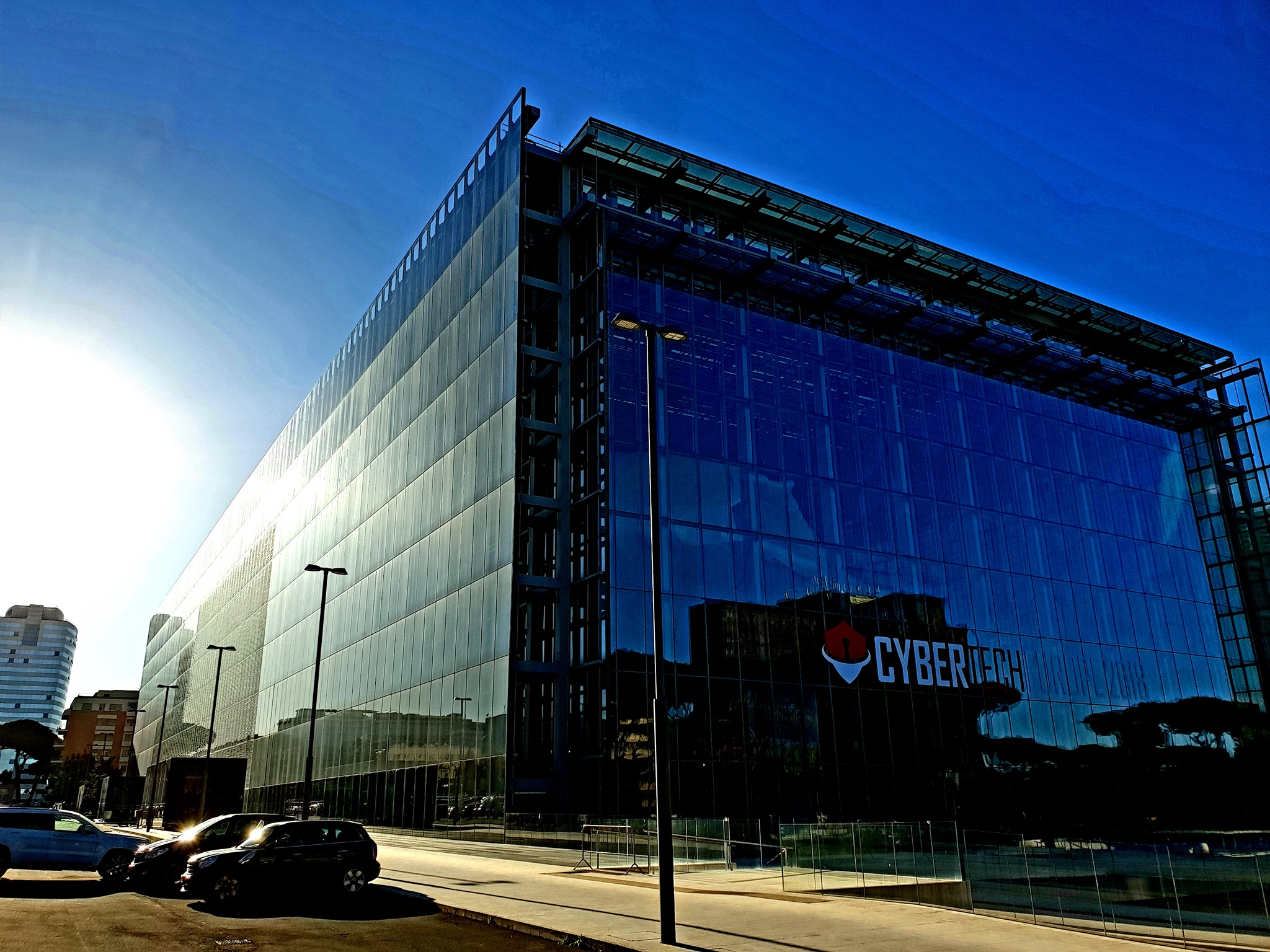
Das Kongresszentrum „La Nuvola“

Es fand vom 30. bis zum 31. Oktober 2021 in der italienischen Hauptstadt Rom statt, weil Italien turnusgemäß den G20-Vorsitz innehatte. Der italienische Premierminister Mario Draghi leitete das Treffen, das im neuen Kongresszentrum „La Nuvola“ im Stadtviertel EUR ausgerichtet wurde.

## Teilnehmer
Zu den Teilnehmern zählten Vertreter der G20-Mitgliedstaaten und der Europäischen Union (EU).
Chinas Präsident Xi Jinping und der russische Präsident Wladimir Putin reisten nicht an, waren aber per Video zugeschaltet.
Als geschäftsführende Bundeskanzlerin hatte Angela Merkel ihren inoffiziellen Nachfolger Olaf Scholz eingeladen, an dem Gipfel teilzunehmen. Scholz nahm bereits am Tag vor dem G20-Gipfel der Regierungschefs am G20-Gipfel der Finanzminister teil. Beim Treffen der Finanzminister standen die getroffenen Maßnahmen auf die Wirtschaftskrise, die sich durch die COVID-19-Pandemie entwickelte, im Mittelpunkt der Gespräche.

## Ergebnisse
Beim G20-Gipfel einigten sich die EU und die USA auf einvernehmliche Regeln, um den während der Präsidentschaft Donald Trumps über den Import bestimmter Waren entstandenen Zollkonflikt zu beenden.
Die G20-Staaten erklärten, die globale Mindestbesteuerung von 15 % für Unternehmen einzuführen.
Japan, Mexiko, Kanada sowie mehrere EU-Staaten, darunter Frankreich, Italien und Deutschland, richteten einen Appell an den Kongress der Vereinigten Staaten gegen Protektionismus bei Elektroautos.
Am Rande des Gipfels wurde Iran durch die Regierungen der USA, Frankreich, Deutschland und des Vereinigten Königreichs dazu aufgerufen, ihr Atomprogramm wieder auf die im Jahr 2016 in Wien vereinbarten Regelungen (Wiener Abkommen) zurückzustufen.
Anlässlich der am 31. Oktober beginnenden UN-Klimakonferenz 2021 bekräftigten die G20, das beim Pariser Weltklimaabkommen beschlossene 1,5-Grad-Ziel einhalten zu wollen. Es gab keine Einigung auf konkretere Vorgaben.